# Eredo de Sungbo
El Eredo de Sungbo es un sistema de muros defensivos y zanjas localizado al suroeste de la ciudad yoruba de Ijebu Ode en el estado de Ogun, al suroeste de Nigeria (6°47′13″N 3°52′30″E / 6.78700, 3.87488). Fue construido entre 800 y 1000 d. C. en honor a una noble Ijebu, Oloye Bilikisu Sungbo. Se encuentra en la lista tentativa de Nigeria de posibles sitios del Patrimonio Mundial de la UNESCO.

## Descripción
La longitud total de las fortificaciones es de más de 160 kilómetros (99,4 mi). Las mismas consisten en una fosa con paredes inusualmente lisas y un banco en el lado interior de la misma. La diferencia de altura entre el fondo y el borde superior  interior puede alcanzar los 20 metros (65,6 pies). La zanja forma un anillo irregular alrededor del área del antiguo Reino de Ijebu, un área de aproximadamente 40 kilómetros (24,9 mi) de ancho de norte a sur, con las paredes flanqueadas por árboles y otra vegetación, convirtiéndole en un túnel verde.

## Mitos
Las leyendas del clan Ijebu contemporáneo vinculan al Eredo con una legendaria viuda rica y sin hijos llamada Bilikisu Sungbo. Según ellos, el monumento fue construido como su memorial personal. Además de esto, se cree que su tumba está ubicada en Oke-Eiri, una ciudad en un área musulmana justo al norte.

## Historia

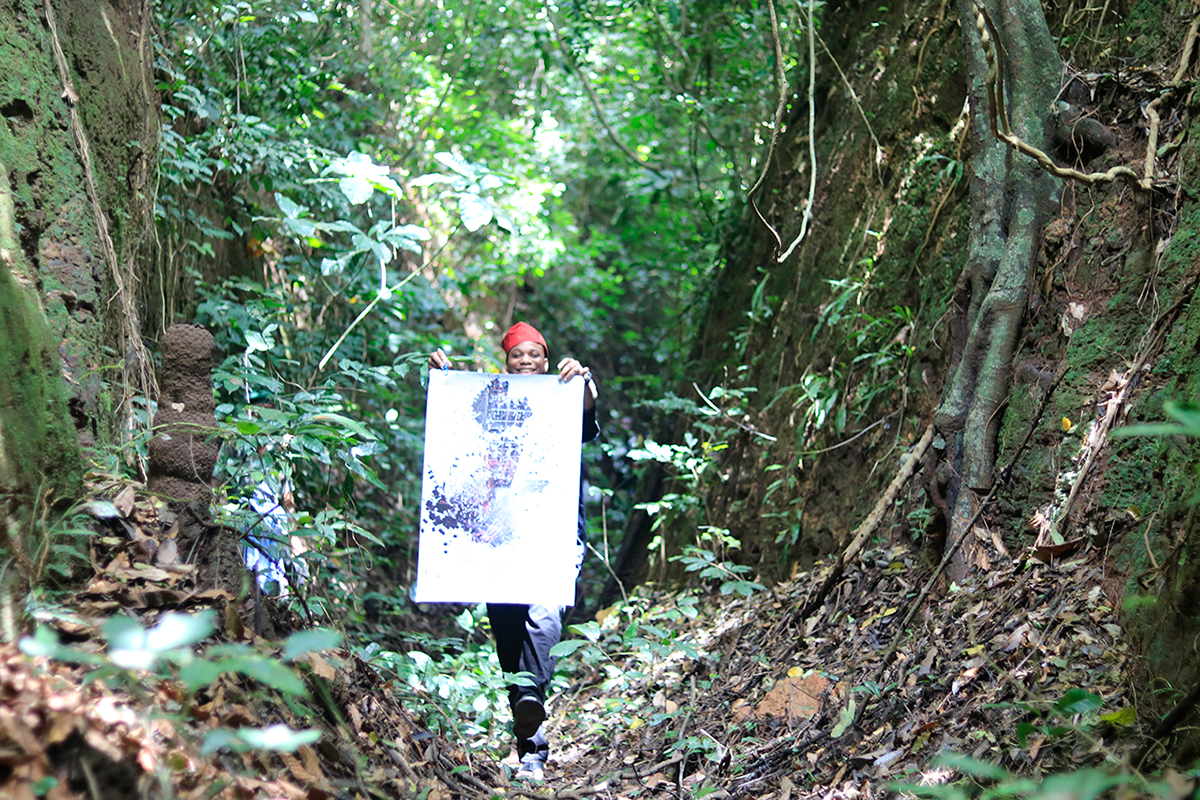
El tecnólogo multidisciplinario Ade Olufeko dentro del Eredo de Sungbo en 2017

La arqueología del lugar apunta a la presencia de una gran entidad política en la zona antes de la apertura del comercio transatlántico.
El Eredo de Sungbo cumplió un propósito defensivo cuando se construyó entre el 800 y el 1000 d. C., un período de confrontación política y consolidación en la selva tropical del sur de Nigeria. Es probable que se haya inspirado en el mismo proceso que condujo a la construcción de muros y zanjas similares en todo el oeste de Nigeria, incluidos los movimientos de tierra alrededor de Ife, Ilesa y Benín Iya, una serie de movimientos de 6500 kilómetros (4038,9 mi) conectados pero separados en la región vecina de habla Edo. Se cree que era un medio para unificar un área de diversas comunidades en un solo reino. Parece que los constructores de estas fortificaciones trataron deliberadamente de alcanzar agua subterránea o arcilla para crear un fondo pantanoso para la zanja. Si se lograba a poca profundidad, los constructores se detenían, aunque solo fuera a 1 metro de profundidad. En algunos lugares, se habían colocado pequeñas estatuas de ídolos cónicos en el fondo de la fosa.

### Época actual
Su tamaño y compleja construcción atrajeron la atención de los medios de todo el mundo en septiembre de 1999 cuando el Dr. Patrick Darling, un arqueólogo británico que entonces trabajaba en la Universidad de Bournemouth, inspeccionó el sitio y comenzó a publicitar su intento de preservarlo y darle cierta prominencia. Anteriormente, los Eredo habían sido poco conocidos fuera de la pequeña comunidad de residentes y especialistas en historia yoruba. Pasaron cuarenta años entre la publicación del análisis del sitio por parte del profesor Peter Lloyd y el de Darling, pero aun así se hizo necesario un replanteamiento completo del pasado de África Occidental. En 2017, el tecnólogo Ade A. Olufeko lideró un equipo independiente dentro de la muralla que devolvió la ubicación y su narrativa al diálogo social.

## Otras fuentes
- PC Lloyd, "Eredo de Sungbo", Odu, 7 (1959), 15–22.
- Onishi, Norimitsu; "¡Un muro, un foso, he aquí! Un reino yoruba perdido", The New York Times, 26 de septiembre de 1999.